# Welika (obwód Burgas)
Welika (bułg. Велика) – wieś w południowo-wschodniej Bułgarii, w obwodzie Burgas, w gminie Carewo. Według danych Narodowego Instytutu Statystycznego, 31 grudnia 2011 roku wieś liczyła 72 mieszkańców.